# Smith County (Mississippi)
 For alternative betydninger, se Smith County. (Se også artikler, som begynder med Smith County)
Smith County er et county i den amerikanske delstat Mississippi.
32°01′N 89°30′V / 32.02°N 89.5°V